# Sofia Mabergs
Sofia Mabergs (født 9. april 1993) er en svensk curlingspiller.
Hun repræsenterede Sverige under vinter-OL 2018 i Pyeongchang, hvor hun tog guld.
Under vinter-OL 2022 i Beijing, tog hun bronze.